# Маркфав
Маркфа́в (фр. Marquefave, окс. Marcahava) — коммуна во Франции, находится в регионе Юг — Пиренеи. Департамент — Верхняя Гаронна. Входит в состав кантона Карбон. Округ коммуны — Мюре.
Код INSEE коммуны — 31320.

## География
Коммуна расположена приблизительно в 630 км к югу от Парижа, в 36 км к юго-западу от Тулузы.
По территории коммуны протекают реки Гаронна и Одон.

## Климат
Климат умеренно-океанический. Зима мягкая и снежная, весна характеризуется сильными дождями и грозами, лето сухое и жаркое, осень солнечная. Преобладают сильные юго-восточные и северо-западные ветры.

## Население
Население коммуны на 2010 год составляло 1031 человек.
| 1962 | 1968 | 1975 | 1982 | 1990 | 1999 | 2010 |
| ---- | ---- | ---- | ---- | ---- | ---- | ---- |
| 539  | 570  | 535  | 632  | 772  | 858  | 1031 |

## Экономика
В 2010 году среди 683 человек трудоспособного возраста (15—64 лет) 518 были экономически активными, 165 — неактивными (показатель активности — 75,8 %, в 1999 году было 77,9 %). Из 518 активных жителей работали 479 человек (267 мужчин и 212 женщин), безработных было 39 (15 мужчин и 24 женщины). Среди 165 неактивных 63 человека были учениками или студентами, 64 — пенсионерами, 38 были неактивными по другим причинам.

## Достопримечательности
- Замок Орибай
- Замок Лапрад
- Церковь Нотр-Дам

## Фотогалерея
- Церковь Нотр-Дам
- Замок Орибай
- Река Одон
- Карта коммуны